# Gwennap
Gwennap est une paroisse civile et un village des Cornouailles, en Angleterre.